# 11485 Zinzendorf
A 11485 Zinzendorf (ideiglenes jelöléssel 1988 RW3) a Naprendszer kisbolygóövében található aszteroida. Freimut Börngen fedezte fel 1988. szeptember 8-án.